# (4402) Tsunemori
(4402) Tsunemori ist ein Hauptgürtelasteroid, der am 25. Februar 1987 von Tsuneo Niijima und Takeshi Urata am Observatorium in Ōta entdeckt wurde.
Der Asteroid wurde nach dem japanischen Militärkommandanten Taira no Tsunemori (1125–1185) benannt.